# Trovo Live
Trovo (ehemals Madcat) ist eine chinesische Live-Streaming-Plattform für Videospiele, die Tencent Games gehört.

## Abonnements
Ähnlich wie Twitch bietet Trovo abgestufte kostenpflichtige Abonnementoptionen für jeden Kanal, die Abonnenten anpassbare Belohnungen bieten. Darüber hinaus bietet es das Ace-Abonnement an, ein seitenweites Paket, das zusätzliche Emojis und andere erweiterte Funktionen enthält.